# Çelemli, Yüreğir
Çelemli là một thị trấn thuộc huyện Yüreğir, tỉnh Adana, Thổ Nhĩ Kỳ. Dân số thời điểm năm 2009 là 1.396 người.